# 신재희 (모델)
신재희( ~ )는 대한민국의 모델이다.

## 학력
- 신구대 관광영어과

## 경력
- 2004년 일본 전일본그랜드투어링카챔피언십 참가[2][3]